# Secció Hoquei Unió Maçanetenca
Maillots
La  Secció Hoquei Unió Maçanetenca ou  SHUM Maçanet est un club espagnol de rink hockey de la ville de Maçanet de la Selva en catalogne. Il fut fondé en 1952 et évolue actuellement au sein du championnat de OK Liga.

## Histoire

### Les débuts
Le 10 aout 1949, premier jour du festival de Maçanet, la Pista Jardí est inaugurée. Elle verra se former la Societat Recreativa "Unió Maçanetenca", organisation de loisirs et culturelle fondée en 1915. Cette dernière était présidée par Joan Alabert.
Initialement conçue pour accueillir des danses et d'autres spectacles du festival, les dimensions de la piste furent idéales pour l'organisation de match de rink hockey. Durant cette période, ce fut un sport mineur et confidentiel, qui n'est pratiquée dans la région que dans la ville de Gérone. C'est pour cela qu'au cours du festival de 1949, un match entre  Gérone CH et GEiEG est disputé. Les habitants de Maçanet ont rempli les tribunes et ont été très enthousiaste lors du match d'exhibition. Tant et si bien, qu'après le match de nombreux jeunes ont acheté des patins pour tenter de reproduire ce qu'ils avaient vu lors de la rencontre. Ils ont fait, sans le savoir, les premiers pas pour former un club historique de rink hockey.
Pendant deux années consécutives, le festival continua à organiser des matchs d'exhibition, faisant ainsi accroitre l’excitation. Des équipes de l'importance du FC Barcelone sont passées par la Pista Jardí. La ferveur a grandi à mesure que les jeunes du village perfectionnaient leur technique, au point d'avoir l'idée de créer une section rink hockey au sein de la Societat Recreativa "Unió Maçanetenca".

### Années 50: fondation du club
SHUM Maçanet a été fondée au printemps 1952. Un groupe du village dirigé par Joaquim Rey, Alfons Soms et Josep Vidal gérait toutes les formalités pour donner naissance au club. Il a été décidé que les couleurs du club seraient le rouge et le blanc dans un cadre arlequin.
Le premier match disputé fut face au "Triton" de Gérone, durant lequel la billetterie a enregistré 127 entrées. Après avoir joué contre Gérone CH, il y a eu un succès grandissant auprès de public. Le 9 août 1952 s'est joué un match contre les "Tordera" qui vu la vente de 586 entrées. Durant le même été, des matchs amicaux se succédèrent face aux clubs de Blanes, les “Tritón”, l’”Atlético” de Girona,...
La composition du premier groupe du SHUM était: Paco Costa, Ernest Maresma, Pere Martinell, Agustí Maresma, Lluís Vidal, Francesc Brossa, Josep Pujol, Narcís Codina et Joan Pagès. Antoni Paz, le joueur expérimenté de Gérone a été nommé entraineur.
Le 4 septembre 1952, SHUM s'est inscrit auprès de la Federació Catalana d’Hoquei i Patinatge. Le 4 octobre de l'année suivante, elle a participé à son premier championnat dans une compétition officielle dans laquelle s'opposaient les deux équipes de Vic, les "Tordero", le CH Mataro, le CP Barberà, le Balenyà et SHUM. Les résultats du club furent très discrets.
Au cours de l'année 1954, un changement de direction. Les matchs amicaux se poursuivirent jusqu'à l'automne de cette même année où débuta le championnat régional de Catalogne. Le club obtenu de bons résultats avec six victoires et quatre défaites (contre les équipes les plus expérimentées). Pendant ce temps, les frais de voyage, d'arbitres, d'administration,... étaient couverts par la vente de billets pour les matchs à domicile et par l'organisation de tombola, car aucune subvention n'était accordée. La majorité des joueurs sont payés par la fourniture de matériel et travaillent un maximum pour faire avancer le club.
Au cours des années 1955, 1956 et 1957, SHUM a continué de croître en jouant des tournois et des matchs amicaux contre des clubs émergents tel que CP Palafrugell, ADEPAF Figueres, CH Olot, Salt, Palamós,... En 1958, la Delegación Provincial del Frente de Juventudes organisa un tournoi durant lequel SHUM s'est rendu brillant. Au cours de l'année 1959, il continue de se produire des matchs de compétition. En octobre, un hommage est rendu à Josep Pujol, membre de la première équipe du club.

### Années 60: consolidation et premiers succès
Le début des années 60 furent des années difficiles à cause de la précarité du club, en raison d'un blocage financier.
Il est important de mentionné la personne qu'était le Père Francesc qui a également farouchement participé à la gestion du club à une époque où la collaboration était rare. Il y a eu un travail très positif pour la consolidation du SHUM, en développant une école de patinage pour les enfants de la ville.
À cette époque, SHUM a été rejoint par un nouveau groupe de joueurs qui ont impulsé un nouvel élan  à l'équipe. Des joueurs tels que Joan Selva, Jordi Munsó, Joaquim Codina, Josep Mª Quellos, Narcís Selva, Josep Artigas, Josep Cursà et Pere Martinell ont formé une équipe très compétitive. Cependant l'équipe n'avait aucun entraineur et profitait de la présence d'August Serra. C'est un international espagnol de 1951 et joueur vétéran du Gérone CH qui a obtenu le titre de champion du monde. Il a permis club d'améliorer la préparation technique et tactique avant le festival de Maçanet. Lors de la saison 1962-1963, SHUM parvient pour la première fois à accéder à la 2e division (l'équipe était en 3e division). Bien que le club ne parvienne pas à réaliser l'ascension souhaitée, il tenait une place importante. La saison suivante, la situation s'est répétée alors que le club était aux portes de la montée. Cependant, il s'était imposé comme l'un des meilleurs clubs de la province et obtenu son premier titre sénior de champion de la province.
En octobre 1964, il y a eu un changement dans la composition du conseil d'administration du club. Le club est désormais présidé par Francesc Guinart. Pendant les saisons 1964-1965 et 1965-1966, SHUM continua à jouer en 3e division et les enfants commencèrent à disputer leurs premiers matchs. En 1966, il y a eu un nouveau changement du conseil d'administration et Joan Munsó se présente pour devenir président. En 1967, une équipe composée par les jeunes s'engagea dans le championnat provincial, expérience qui fut répétée les trois années suivantes. Pendant ce temps, l'équipe première disputait toujours le championnat de 3e division.
Il convient de noter qu'en juin 1968, l'équipe jeune de SHUM s'en rendu à Valence pour participer pour la première fois à la phase régionale du championnat. L'année suivante, Maçanet se dispute cette phase et l'équipe locale se classa première et gagna le droit de participer à la phase finale à Madrid. Les résultats sont satisfaisants, l'équipe se classe troisième avec la composition suivante: Rafel Roura, Pere Jiménez, Josep Bosch Tomàs, Josep Mª Bagué, Àngel Risech, Pere Pons, Antoni Tomàs, Josep Bancells, Simó Serra, Alfons Soms et Lluís Quellos. Avec ce succès, la période d'enracinement de SHUM débuta, avec une bonne organisation et de grands projets pour l'avenir.

### Années 70: nouveau terrain et décollage de l'école de patinage
En 1969, la municipalité de Maçanet de la Selva, sous Joan Munsó, a commencé à construire une nouvelle salle omnisports, qui deviendra par la suite la salle municipale. Le budget a été d'un million de pesetas, que les subventions versées par le Conseil National des Sports et le gouvernement de la province, ont largement couvert. Le reste a été couvert par la coopération des soutiens du club, comme cela fut le cas avec la Pista Jardí en 1949. La piste fut inaugurée en 1970. Bien qu'elle soit à ciel ouvert, le terrain avait les dimensions réglementaires et permit de donner un coup de pouce à la discipline, en augmentant l'attachement des équipes sportives et des enfants de l'école de patinage.
En 1970, l'équipe benjamine est à nouveau championne de la province, 1973 voit la consécration de l'équipe minime et 1974 pour l'équipe sénior. En 1975, le club n'obtint aucun titre, mais a des équipes engagées dans les catégories poussin, benjamin, minime, cadet et aussi sénior. Dans cette dernière catégorie, par le fait qu'il y avait de trop de joueurs, il a été décidé de scinder l'équipe en deux. La nouvelle équipe, portant les couleurs blanches et bleues a été formé l'UD Maçanet. Durant les saisons 1975-1976, 1976-1977 et 1977-1978 les deux équipes s'opposaient dans le même championnat et il ressortait une chaleur spéciale lorsque les équipes de Maçanet s'affrontaient, conduisant à l'engouement des supporters.
En 1976, SHUM a remporté deux titres de champion de province dans les catégories cadet et sénior. Cette même année, il y a eu un nouveau changement de président avec l'arrivée de Joan Pagès. Durant les années suivantes, les équipes de l'école de patinage se sont regroupées, de sorte qu'en 1978 les benjamins obtiennent le titre de champion de la province et en 1979 ce sera au tour des poussins et des benjamins.

### 1980: les noces d'argent
L'année 1980 célèbre les noces d'argent de SHUM, c'est-à-dire sa 25e année d'existence ininterrompue. Les improvisations et les difficultés des premiers temps sont dépassées, le club est désormais dans sa phase de consolidation et d'expansion: près de 70 joueurs sont licenciés dans les diverses catégories ce qui assure l'avenir du club. En outre, le soutien inconditionnel de la population de Maçanet, a fait penser que le club pourrait atteindre les niveaux les plus élevés et de concourir au plus haut niveau national. Cependant, dans le même temps, il a fallu revitaliser le club et modifier la structure de l'organisation, ce qui a été organisé par le conseil d'administration lors de la grande fête pour les noces d'argents.
Pour l'occasion, des matchs sont joués dans toutes les catégories. Il s'organise également des rencontres entre les vétérans des années 60 et 50, au cours desquelles il est rendu hommage aux pionniers du rink hockey à Maçanet. Il est également rendu hommage aux premiers administrateurs de SHUM: Joaquim Rey, Josep Vidal et Alfons Soms. En clôture, un souper de la fraternité s'est tenu, au cours duquel il a fallu prendre conscience qu'il était nécessaire de regrouper ses moyens (autorité, club et supporters) pour donner un coup de pouce au club et obtenir une salle couverte.

### 1980-1985: les premiers titres nationaux et accès à la première division
Après les célébrations des Noces d'Argent et de leurs succès, le club a pensé que le temps était venu de se révolutionner et changer d'approche au niveau social et économique, ce qu'il fit en nommant à la tête du conseil d'administration Jordi Munsó. Le budget a augmenté de manière significative en révisant à la hausse les cotisations et le paiement des frais de l'école de patinage. Dans le domaine sportif, Tino Burcet a été mis à la tête du club, tandis que Llorenç Bancells s'occupe des petits à l'école.
Un autre fait important de l'année 1981 est la mise en place d'un toit sur la salle omnisports, ce qui a redonné l'envie de poursuivre, dans la salle, les activités organisées pendant le festival afin de récolter des fonds pour le club. Ces activités tel que le Quina ou la buvette du SHUM sont toujours d'actualité.
À cette époque, le club affirme son indépendance en se séparant de la Societat Recreativa “Unió Maçanetenca”. Elle a alors dû déposer ses statuts de la nouvelle organisation afin de conserver le nom de SHUM. En 1981 toujours, il est introduit une section de patinage artistique. Aujourd'hui, cette section connu sous l'appellation Patinatge Artístic Maçanet, a pris son indépendance.
La saison 1981-1982 a vu gagner les titres de champion de province chez les poussins, benjamins, cadets et séniors, tandis que les benjamins se sont seulement qualifiés pour les phases finales du championnat d'Espagne qui s'était disputé à Maçanet. Il était temps pour le club d'obtenir ses premiers titres nationaux. Les membres de cette première équipe championne d'Espagne étaient: Presas, Munsó, Bosch, Tarrés, Viader, Bancells, Cid, Codina et Gispert. Durant la même saison, SHUM a été proclamé “Millor Club o Entitat Provincial” lors d'une fête organisée par le journal Los Sitios.
Pendant ce temps, l'équipe première qui stagnait en 2e division a reçu le renfort pour la première fois d'un joueur extérieur au club: L’Agustí Rodón, qui apporta sa qualité et son expérience à l'équipe.
1983 fut une autre année pleine de succès, grâce aux poussins, minime et cadet dans le championnat de la province et des minimes en championnat d'Espagne et des poussins en Catalogne. En outre, la première équipe à atteindre la 1re division était composée de Roura, Rodón, Hugas, Ortós, Blanco, Mesa, Luque, Coma, Esgleyas et comme entraineur Pérez.
1984 a été marqué par le doublé en championnat national par les minimes, tandis que les poussins se classèrent à la quatrième place de ce même championnat. Au cours de l'année 1985, les minimes ont acquis le titre de la province et l'équipe sénior réserve a accédé à la 2e division, tandis que l'équipe première se maintenait en 1re division sans trop de difficulté.

### 1985-1992: Les premières expériences avec les grands
En 1985, c'est un fait que le sport local était très développé, et plus particulièrement le rink hockey, de par l'achèvement de la salle omnisports avec tous les équipements nécessaires et la capacité pour répondre aux besoins du public. En ce qui concerne le bilan sportif de SHUM, l'année 1986 est resté comme un triomphe pour les catégories benjamines, minimes et cadettes en atteignant le championnat de la province. En outre, les minimes et les cadets sont obtenus le titre de champion de catalogne. Durant la même année, le 9 juin 1986, le président de la Generalitat de Catalunya, Jordi Pujol, inaugura officiellement la salle.
La saison suivante (1986-1987), l'équipe première de SHUM parvient pour la première fois à obtenir un sponsor.Llet Sant Jordi a été le premier nom à être estampillé sur les maillots du club. L'équipe, composé principalement de joueurs formé au club, joue toujours dans le championnat de 1re division. Les équipes de l'école de patinage continuent à enchainer les titres provinciaux cette saison et ont décroché la victoire dans le championnat en battant l'équipe jeune du FC Barcelone en finale.
La saison 1987-1988 vit l'arrivée d'un nouveau sponsor: Estrumetal. Le nom de l'équipe première est alors devenu Estrumetal SHUM. Lors du mois de mars 1988, il a eu lieu des élections dont Alfons Soms en est sorti président. Mais 6 mois plus tard, pour des raisons personnelles, il a démissionné et le club a été géré par la Commission de Gestion. Pendant ce temps, l'équipe jeune a conservé son titre de champion d'Espagne à Alcañiz et celui de catalogne. En outre, l'équipe réserve de SHUM fut championne de 2e division et est montée en 1re division de Catalogne avec une équipe très jeune. En mai 1989, SHUM remporta un autre championnat d'Espagne, cette fois par les juniors à Alcoy.
Le 14 mai 1989 est une date historique pour le club, qui parvient à atteindre le but recherché au cours des dernières années: la montée en Divisió d’Honor, plus haut niveau national. Ceci a mis le club a égalité avec les meilleurs clubs de rink hockey du pays. Cette équipe historique était entrainée par Florentí Arumí et comptait parmi ses rangs dans ses rangs  Joan de Higues, Lluís Planas, Xavier Roura, Rafel Bancells, Eduard Masnou, Xavier Palau, Joaquim Rubio, Xavier Hugas, Miquel Umbert et Josep Aliva. SHUM était devenu un club représentant la plus petite ville à avoir atteint le plus niveau, c'était un petit parmi les grands. Pour conclure la saison, l'équipe réserve a accédé à la Primera Nacional, de sorte que le club comptait deux équipes au plus haut niveau.
Pendant la saison suivante, le conseil d'administration est présidé par un nouvel entrant, Sergi Codina. Pour la première fois, un match de rink hockey de Maçanet est diffusé à la télévision par TVE: SHUM contre Mollet. L'équipe finira la saison dans le bas du classement, mais l'équipe réserve est montée de la Primera Nacional à la Divisió d’Honor. Le club va donc continué parmi les grands.
La saison 1990-1991 ne peut pas être considérée comme positive, en effet elle vit la descente définitive du club de la Divisió d’Honor et l'échec à l'extérieur de l'équipe réserve. Les jeunes sont parvenus à obtenir un titre ce qui a conduit à mettre en évidence le début de tension au sein du club. En mai 1991, Codina démissionna et Carles Parés fut choisi comme nouveau président.
Lors de la saison 1991-1992, Estrumetal SHUM parvint à passer les qualifications et atteint la phase finale de 1re division, et l'équipe est montée. Cela a permis d'atteindre le sous-championnat. Shum atteint la promotion de Ligue Nationale A-2. C'était une nouvelle catégorie établie par la fédération. Quant aux jeunes, ils décrochèrent un titre encore jamais obtenu par le club: les minimes ont décroché la coupe d'Espagne.

### 1992-2000
La saison 1992-1993 comme avec l'objectif de monter en division pour la deuxième année consécutive et que SHUM rejoignent les autres grands clubs dans la Divisió d'Honor A-1. Ainsi, pour la première fois de l'histoire du club,  Eduard Tresserras, durant sa seconde année, décida de planifier un stage de pré-saison. La première équipe obtiendra la montée et le titre de A-2 a deux journées de la fin du championnat, après une brillante saison où l'équipe n'a perdu que quatre matchs et termine avec deux points d'avance sur le deuxième. Cela peut être considéré comme l'un des plus grands succès de l'équipe première de SHUM. À la fin de la saison, le club fêta son 40e anniversaire avec des matchs entre les vétérans dans la salle et diverses activités fraternelles. Ces évènements ont eu lieu au meilleur moment de l'histoire du club. En parallèle, il y a eu la publication du livre SHUM, 40 anys d'història (1952-1992) réalisé par le Taller d'Història de Maçanet.
Avant de commencer la saison 1993-1994, le terrain de la salle est changé et les vestiaires refaits afin que la salle soit à la hauteur des attentes que l'on peut exiger d'un club évoluant au plus haut niveau. Après une saison irrégulière, l'équipe a joué les barrages de relégation. La finale se joue face à l'historique club de Noia, qui va être battu après prolongations par SHUM dans un match mémorable à Vic. De ce match, une vidéo sera même publiée quelque temps après. SHUM s'est ainsi brillamment sauvé de la relégation sur un terrain neutre, grâce à la forte mobilisation de près de 400 supporters ayant fait le déplacement.
Saison 1994-1995...
Lors de la saison 1995-1996, SHUM termine la saison régulière à la sixième place de son groupe. Il a donc pu jouer les plays-off et se classa à le troisième place. Enfin, SHUM parviendra à rester à la seconde place de se groupe pour la descente, lors de la dernière journée.
La saison 1996-1997 a été très difficile pour l'équipe de Maçanet. Après un début de saison irrégulier, l'entraineur de SHUM, Xavier Gallén va être limogé durant le seconde partie de la saison. Par ailleurs, deux joueurs se sont retirés en raison des mauvaises performances. C'est alors qu'est survenu la mort de Josep Codina, près du gardien de but de l'équipe et délégué de la FEP. Malgré ce scénario, l'équipe resta dans le groupe pour la descente, mais finit par être reléguée lors du la dernière journée. À la fin de la saison, des élections ont eu lieu et Jordi Adroher a remplacé Manel Maestre pour la présidence du club.
Nouvelle saison et nouvel entraineur, en 1997-1998 avec Albert Pons qui fixe un objectif clair. Il souhaite le retour du club parmi les grands, malgré les changements au sein du conseil d'administration, du personnel et de l'encadrement.